# 植田あつき
植田 あつき（うえだ あつき、1972年3月25日 - は、日本の元グラビアアイドル、女優である。本名、山本 奈美子。
北海道出身。身長164cm。スタッフ・アップに所属していた。

## 経歴
1992年2月に芸能界デビュー。デビューのきっかけはすすきので歩いている時にスカウトされたという。
現役時にはグラビアモデルの他、ドラマやバラエティなど幅広く活動した。女優としてはTBSのおとなの選択でデビュー。主な役としてフジテレビのドラマ、じゃじゃ馬ならしのウェイトレスのアンナ役やママのベッドへいらっしゃい（テレビ朝日）の酒井康子役がある。バラエティでは1992年2月にフジテレビのウッチャンナンチャンのやるならやらねば!でデビューし、とんねるずのみなさんのおかげです（フジテレビ）や、TICOS（TBSの深夜番組）での進行役、DAISUKI!（日本テレビ）のイメージガールなどを務めた。
現役時のスリーサイズはB85W58H85。かたせ梨乃を目標にしていたという。海の日のミス・コンテストである「第6回ミス マル・レイナ」に選ばれたことがある。当時はヘアヌードが流行っていたが、「見えそうで見えないお色気で勝負する」という理由でバストトップとヘアは公開しなかった。

## 家族
- 息子の羽生田挙武（1997年生）はジャニーズJr.出身のパフォーマーで、4人組ボーイズグループANTIMEに参加、慶應義塾大学卒業後、中国テンセント主催のオーディション番組「創造営2021」のファイナリストを経て、上海で暮らしながら中国・日本で活動している[9][10][11]。

## 出演作品

### テレビドラマ
- おとなの選択[1]（1992年、TBS）
- 悪いこと（1992年、フジテレビ）
- そっとテロリスト[1]（1992年、フジテレビ）
- 幸せになりたい!平成嵐山一家[1]（1992年、テレビ東京）
- 君のためにできること[1]（1992年、フジテレビ）
- じゃじゃ馬ならし（1993年、フジテレビ）- アンナ [4]
- 世にも奇妙な物語真夏の特別編「ガード下の出来事」（1993年、フジテレビ）
- 七人の女弁護士 第3シリーズ 第9話（1993年、テレビ朝日）- 村上智子
- お金がない!（1994年、フジテレビ）- 岩田明美
- 半熟卵（1994年、フジテレビ）
- ママのベッドへいらっしゃい（1994年、テレビ朝日）- 酒井康子

### その他のテレビ番組
- 姫TV（出演は1992年-1993年、テレビ朝日）
- ウッチャンナンチャンのやるならやらねば![1]（1990年-1993年、フジテレビ）
- 水着でKISS ME（1991年-1993年、テレビ東京）
- 銀BURA天国（1994年、テレビ東京）

### 映画
- キッズ・リターン（1996年）

### オリジナルビデオ
- マルソウ改造自動車教習所（1996年）
- BE-BOP HIGHSCHOOL2 青春野郎白昼夢（1996年）

### 雑誌グラビア
- スコラ1993年5月27日号、『植田あつき 新進ビジュアル・アイドルの衝撃ショット!!』200-204頁。
- スコラ1993年2月11日号、『大型新人女優のスクープセクシーショットだ!! 植田あつき』203-207頁。
- スコラ1995年1月1日号、『植田あつき 超人気トレンディ女優がみせたセクシーショットだ!!』24-29頁。
- DENiM1993年11月号、『いちについて!　植田あつき』88-92頁。
- 週刊プレイボーイ1995年3月14日号、『植田あつき 春が「綺麗」を連れて来た』127-130頁。

## 写真集・ビデオ
- 1993年5月『ATSUKI UEDA B‐88』（スコラ、渡辺達生：撮影）
- 1995年2月『FICTION』（ワニブックス、宮澤正明：撮影）[6][7]
- 1993年10月『VIDEO IDOL スコラ』（スコラ）
- 『VIDEO スコラ nu!』（スコラ）